# Социальная политика Франции
В основе французской модели социальной политики лежит принцип профессиональной солидарности, предусматривающий существование страховых фондов, управляемых на паритетных началах наёмными работниками и предпринимателями.

## Краткая история
Социальная защита сформировалась в первые послевоенные десятилетия при непосредственном участии государства и профсоюзов и является одним из вариантов модели социального страхования Бисмарка, которая доминирует на Европейском континенте. Первоначально её предполагалось строить на принципах единообразия, универсальности и всеобщности, по модели, предложенной британцами экономистом У. Бевериджем. Однако часть схем социального страхования, действовавших до 1945 г., с особыми условиями страхования была сохранена из-за отказа их участников присоединиться к общей системе. В итоге с начала своего возникновения французская система социальной защиты имела характер компромисса между концепцией Бевериджа и немецким методом социального обеспечения.
Последние два десятилетия во Франции были связаны с процессом пересмотра масштабов, форм организации и финансирования социальных программ. Причины были обусловлены изменениями макроэкономических, демографических и социальных условий: низкими темпами экономического развития, старением населения, увеличением нагрузки на трудоспособное население, а также значительной долей государственных расходов в ВВП на социальные программы.
Неуклонный рост дефицита бюджета социального обеспечения выявил настоятельную необходимость реформирования системы социальной защиты. Поэтому с 1993 г. французское правительство приступило к осуществлению реформ. Новая социальная политика предусматривала прежде всего снижение социальных расходов, частичную приватизацию социальной сферы, реорганизацию социального обеспечения на страховых принципах и изменение приоритетов в политике занятости. Помимо общей для Европы проблемы кризиса «государства всеобщего благосостояния», дополнительным импульсом для частичного сокращения широкомасштабных социальных программ стала необходимость соответствия Маастрихтским критериям интеграции. Следует отметить, что в отличие от других экономически развитых стран Евросоюза, где в этот период доминировали идеи сокращения регулирующей роли государства в экономике, реформирование социальных структур во Франции сопровождалось усилением влияния государственной власти в управлении системой социальной защиты.

## Пенсионное страхование
В основной базовой схеме пенсионного обеспечения возможен досрочный выход на пенсию, действует система надбавок супругам, имеющим не менее трех детей, и супругу, на иждивении которого находится другой, не имеющий собственной пенсии. Кроме того, существует возможность наследования пенсионных прав, а также возможность трудоустройства после выхода на пенсию. В рамках основной системы также возможно получение пенсии при продолжении трудовой деятельности. В этом случае продолжающий работать пенсионер должен уплачивать со своего заработка так называемый взнос солидарности в фонд страхования по безработице, 10—15 % которого уплачивает сам работающий, а 5 % — работодатель. Исключением является ситуация, когда размер получаемой пенсии и заработка меньше гарантированного минимума заработной платы.

### Дополнительные системы
Кроме основных, во Франции существуют обязательные дополнительные системы социального страхования, функционирующие на основе межпрофессиональных национальных соглашений. Большая часть обязательных дополнительных систем страхования по старости сосредоточена в рамках двух фондов. Первый (Ассоциация режимов дополнительных пенсий — ARRCO) охватывает всех наёмных работников и финансируется за счёт обязательных взносов предпринимателей (4 % фонда заработной платы) и наёмных работников, уплачивающих 2 % с заработной платы. Второй фонд (Всеобщая ассоциация пенсионных учреждений — AGIRC) осуществляет обязательное пенсионное страхование руководящих служащих и управленческих работников. Размер взносов в систему AGIRC составляет 12 %, из которых 8 % приходится на работодателей и 4 % на наёмных работников. Если в основных системах пенсионного обеспечения размер пенсионных выплат, как правило, не превышает 50 %, то в рамках дополнительных пенсионных систем он составляет около 20 % заработка, что существенно повышает общий доход пенсионеров.

### Социальные пенсии
Наряду с системой трудовых пенсий во Франции существует также система социальных пенсий. Их выплата гарантируется государством независимо от характера и продолжительности профессиональной деятельности. В отличие от пенсионеров, получающих трудовую пенсию, «социальные» пенсионеры обладают рядом льгот, таких, как бесплатная юридическая помощь, освобождение от налога на жильё и земельного налога, бесплатное телефонное обслуживание и др. Финансирование системы социальных пенсий производится через фонд солидарности по старости, доходы которого формируются из средств, поступающих от взимания всеобщего социального налога в размере 2,4 % любых доходов, а также за счёт части акцизов и пошлин на алкогольные и безалкогольные напитки. В случае недостатка средств фонда на выплату пенсий возможно устранение дефицита из средств государственного бюджета на основании соответствующего решения парламента.

## Медицинское страхование
Французская система медицинского страхования подразделяется на несколько отдельных систем, различающихся по профессиональному признаку. Наиболее крупной, охватывающей более 80 % населения, является общая система медицинского страхования (Regime general d`assurance maladie). Наряду с ней существуют другие более мелкие страховые режимы для работников отдельных профессиональных групп и отраслей. Таковы система страхования для государственных служащих и работников сельского хозяйства (около 9 % населения), страхование для самостоятельно занятых работников (6 %), а также более мелкие системы медицинского страхования наёмных работников различных профессиональных групп (горняков, железнодорожников, моряков и др.). Медицинское страхование включает медицинские, стоматологические, фармацевтические, а также больничные расходы. При этом имеются в виду не только расходы самого застрахованного, но и других лиц: супруга или супруги застрахованного, а также согласно закону и сожительницы (или сожителя), если она (он) финансово зависит от застрахованного лица. Кроме того, правом на медицинское обслуживание пользуются и дети застрахованного до достижения возраста 20 лет, а также совместно проживающие родственники, ведущие с ним домашнее хозяйство.

## Страхование по безработице
Французская система страхования по безработице базируется на коллективных соглашениях между организациями работодателей и наёмных работников. Во Франции существуют два крупных фонда страхования по безработице, управляемые на паритетных началах представителями трудящихся и предпринимателей: Национальный союз содействия занятости в промышленности и торговле (Union national pour l`employ dans l`industrie et le commerce — UNEDIC) и Союз содействия занятости в промышленности и торговле (Association pour l`employ dans l`industrie et le commerce — ASSEDIC). Первая организация отвечает за финансовые вопросы и функционирование всей системы страхования по безработице. Кроме того, в её компетенции находятся мероприятия по профессиональной реабилитации безработных, а также профессиональное обучение и переквалификация. Вторая организация управляет страховыми счетами, отвечает за поступление взносов, а также за выплату пособий по безработице. Наряду с этими двумя учреждениями во французской системе страхования по безработице действует также ещё одна организация — Национальное агентство занятости (Agence Nationale pour l`Emploi — ANPE), в круг задач которого входит оказание содействия в поиске работы, информирование о состоянии ситуации на рынке труда и оказание услуг по профессиональной ориентации. С 1 января 2009 года ANPE и ASSEDIC реорганизовались в одну единую структуру — POLE-EMPLOI.
В системе обеспечения по безработице во Франции выделяются два основных вида пособий, выплата которых зависит от определённых предпосылок. Первый вид — это пособие, выплата которого увязана с такими обстоятельствами, как наличие страхового стажа и выплата страховых взносов в течение определённого времени. Эта часть системы строится на общих страховых принципах. Второй вид — так называемое пособие солидарности (помощь по безработице), предназначенное для безработных, не имеющих право на страховое пособие.

### Условия предоставления пособия
Право на пособие в рамках социального страхования по безработице возникает при наличии ряда условий:
- безработица не может быть вызвана увольнением по собственному желанию
- для получения пособия безработный должен быть зарегистрирован на бирже труда, где он подписывает так называемый «план содействия для возврата к занятости», в котором определяются как права и обязанности самого безработного, так и обязанности службы занятости
- обязательным документом является специальный проект личных действий, в котором определяются действия безработного по поиску работы
- предпосылки трудоспособности, активного поиска работы, а также наличия необходимого страхового стажа в течение как минимум 4 месяцев за последние 18 месяцев, которые предшествовали окончанию трудового контракта.